# Vlajka Srí Lanky

Srílanská vlajka
Poměr stran: 1:2

Srílanská námořní vlajka
Poměr stran: 1:2

Srílanská státní námořní vlajka
Poměr stran: 1:2

Srílanská námořní válečná vlajka
Poměr stran: 1:2

Vlajka Srí Lanky je tvořena žlutě lemovaným, kaštanově červenohnědým polem, s uprostřed umístěným žlutým lvem, držícím v pravé tlapě meč, symbol moci. V rozích červenohnědého obdélníku jsou od roku 1972 vyobrazené lístky smokvoně (bo), pod kterou meditoval Buddha. K tomuto základu byly roku 1951 přidány dva svislé pruhy, zelený a oranžový, se žlutým lemováním, umístěné u žerďové strany.
Poměr stran vlajky je 5:9, často se však užívá i vlajka o poměru stran 1:2.
Základ vlajky, vycházející z vlajky kandyjských králů, byl přijat roku 1948, k poslední drobné změně došlo v roce 1978.
Žlutá barva vlajky symbolizuje ochranu krajiny a národa buddhismem, lev je dávný symbol ostrova a připomíná, že mytický Arian, otec legendárního vládce a dobyvatele ostrova Vidžáje, byl lev, a že domácí jméno tohoto zvířete, sinha, je základem původního názvu Lví ostrov (Sinhala dvípa – odtud Cejlon). Zelená barva symbolizuje muslimské obyvatele, oranžová (většinou hinduistické) Tamily, kteří tvoří národnostní menšiny vedle většinových Sinhálců.

## Historie
Ostrov Srí Lanka (z dřívějška známý jako Cejlon) byl osídlen již před naším letopočtem. Od 2. století až do roku 1255 tam vzkvétala Sinhálská říše, která zaujímala i část indického subkontinentu. Od 8. století začali na sever ostrova pronikat z Indie Tamilové. Od 8. do 13. století existovalo na severu tamilské království Džafra a na západě a jihozápadě sinhálská království Kotte a Kandy (dnešní srílanská města). Pravděpodobně první vlajkou užívanou na ostrově byla od roku 1469 do roku 1815 vlajka království Kandy. Ta byla tvořena karmínově červeným listem se žlutým lemováním. V každém rohu karmínového obdélníku měla žluté lístky (nejde o plody?) (bo) smokvoně. Uprostřed vlajky byl žlutý lev, držící meč. Vlajka byla tvořena pravou částí dnešní státní vlajky.
Od 16. století začali na Cejlon pronikat nejprve Portugalci a roku 1656 byl ostrov ovládnut Nizozemci. Začala se také užívat nizozemská vlajka.
V letech 1785–1796 dobyli ostrov Britové, kteří na něm zřídili korunní kolonii Cejlon. V roce 1802 získali amienským mírem ostrov definitivně a v této souvislosti se na ostrově začala vyvěšovat vlajka britská.
Roku 1875 (dle některých zdrojů roku 1870) byla zavedena vlastní vlajka kolonie. Jednalo se o britskou služební vlajku (Blue Ensign) o poměru stran 1:2 s cejlonským vlajkovým emblémem (anglicky badge). Emblém tvořilo tmavomodré kruhové pole s na zelené zemi stojícím slonem před světle hnědým buddhistickým chrámem (dagoba). Kolem emblému byl červený, zlatě lemovaný prstenec se střídavě šestnácti čtyřcípými zlatými hvězdami a šestnácti kruhovými poli.

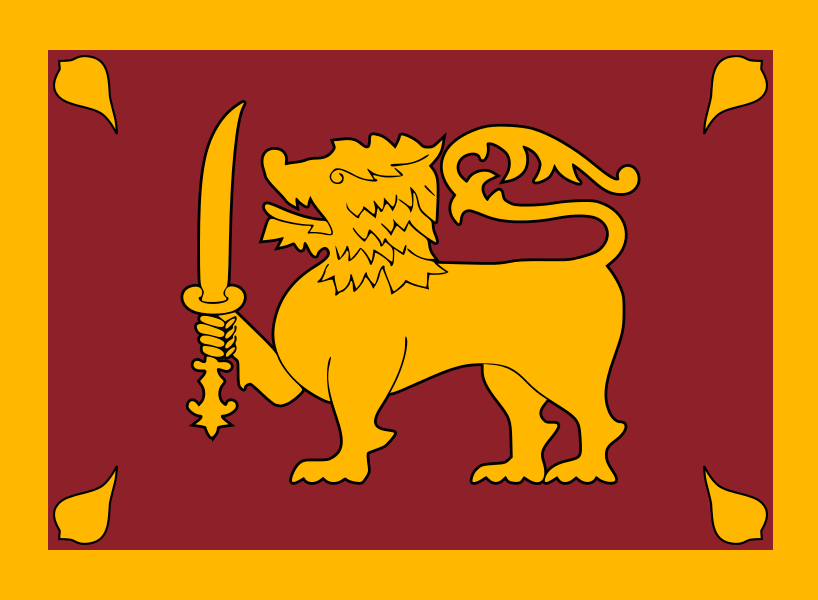
Vlajka Království Kandy (~1469–~1815) Poměr stran: ?
Nizozemská vlajka Cejlonu (1656–1802) Poměr stran: 2:3
Vlajka Spojeného království Cejlonu (1802–1875) Poměr stran: 1:2
Vlajka Britského Cejlonu (1875–1948) Poměr stran: 1:2

Po I. světové válce zesílilo národněosvobozenecké hnutí, v roce 1946 získal Cejlon autonomii a začala se vyvěšovat vlajka posledního Kandyjského krále. 4. února 1948 vyhlásil Cejlon nezávislost, stále však s britským králem (v té době Jiří VI.) jako hlavou státu, zastupovaným generálním guvernérem. Novou státní vlajkou se stala pozměněná bývalá Kandyjská vlajka z roku 1815. Ta měla v rozích místo lístků bo žluté, stylizované věže buddhistického chrámu (dagoba).
Design vlajky začali záhy kritizovat Tamilové a Maurové, kterým vadilo nulové zastoupení na vlajce. Již 6. března 1948 vytvořil premiér Don Stephen Senanayake komisi pro změnu vlajky se zapracováním této kritiky. Komise předložila poslancům 27. ledna 1951 návrh vlajky, který byl 2. března téhož roku přijat. K vlajce byly v žerďové části přidány dva pruhy: zelený pro muslimské maury a oranžový pro hinduistické Tamily se žlutým lemováním jako zbytek vlajky. Odstín tmavě červeného pole byl změněn na tmavší, kaštanově červenohnědý.
Dne 22. května 1972 se Cejlon stal republikou a přijal sinhálský název Srí Lanka. Zároveň došlo k drobné změně vlajky. Stylizované hroty věže chrámu dagoba byly nahrazeny opět lístky bo. Stalo se tak po kritice v místním tisku, která přirovnávala hroty věží k nohám od stolu. Poměr stran vlajky je nejasný, nejčastěji je uváděn 5:9. Není obrázek.

Cejlonská vlajka (1948–1951) Poměr stran: ~1:2
Cejlonská vlajka (1951–1972) Poměr stran: 1:2

Dne 7. září 1978 došlo k přijetí nové ústavy a ke změně názvu země na Srílanská demokratická socialistická republika a v této souvislosti i ke změně kresby lístků bo. Namísto symetrických a stylizovaných byly nové lístky přirozenější. V této podobě je vlajka platná dodnes.

## Prezidentská vlajka
Prezidentská vlajka je  personalizována pro každého prezidenta Srí Lanky. Seznam je neúplný.

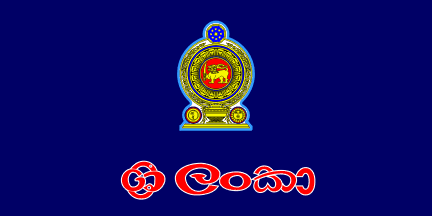
William Gopallawa (1972–1978) Poměr stran: 1:2
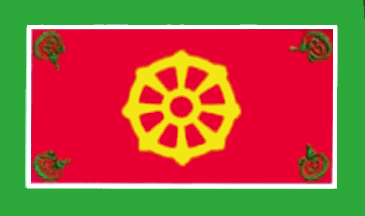
Junius Richard Jayawardene (1978–1989) Poměr stran: 1:2
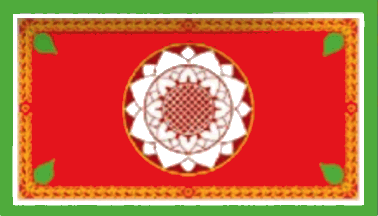
Ranasinghe Premadasa (1989–1993) Poměr stran: 1:2
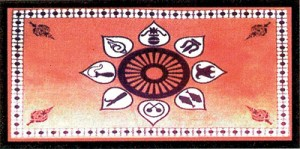
Dingiri Banda Wijetunge (1993–1994) Poměr stran: 1:2
Maithripala Sirisena (2015–2019) Poměr stran: 1:2
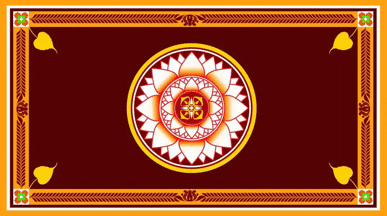
Gotabaja Radžapaksa (2019–2022) Poměr stran: 1:2
Ranil Vikremesinghe (od roku 2022)

## Tamilská vlajka

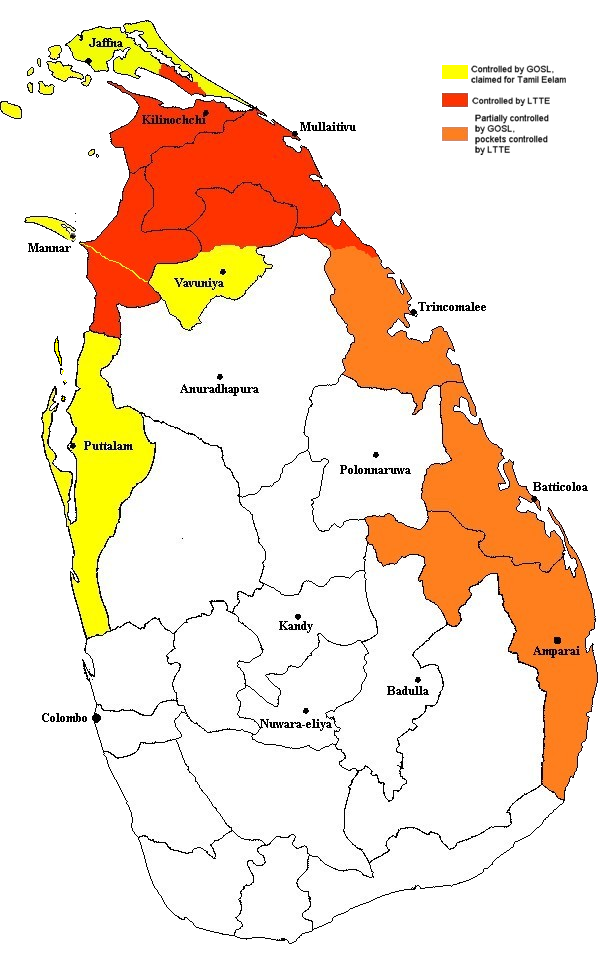
Teritoriální požadavky Tamilských tygrů

Na začátku 70. let vzniklo na Srí Lance separatistické hnutí, snažící se o nezávislý stát Tamil Ílam na severu a východě ostrova. V roce 1983 vypukla na ostrově občanská válka povstáním organizace Tygři osvobození tamilského Ílamu (známé spíše pod názvem Tamilští tygři) mezi většinovými Sinhálci a menšinovými Tamily.
Vlajka Tamilských tygrů byla přijata 27. listopadu 1990 a tvoří ji červený list, v jehož středu je červené slunce s černým okrajem a se žlutými (dlouhými a krátkými) paprsky. Za sluncem jsou dvě zkřížené pušky a ze slunce vylézá řvoucí žlutý tygr.

Vlajka Tamilských tygrů Poměr stran: 5:9

## Vlajky srílanských provincií

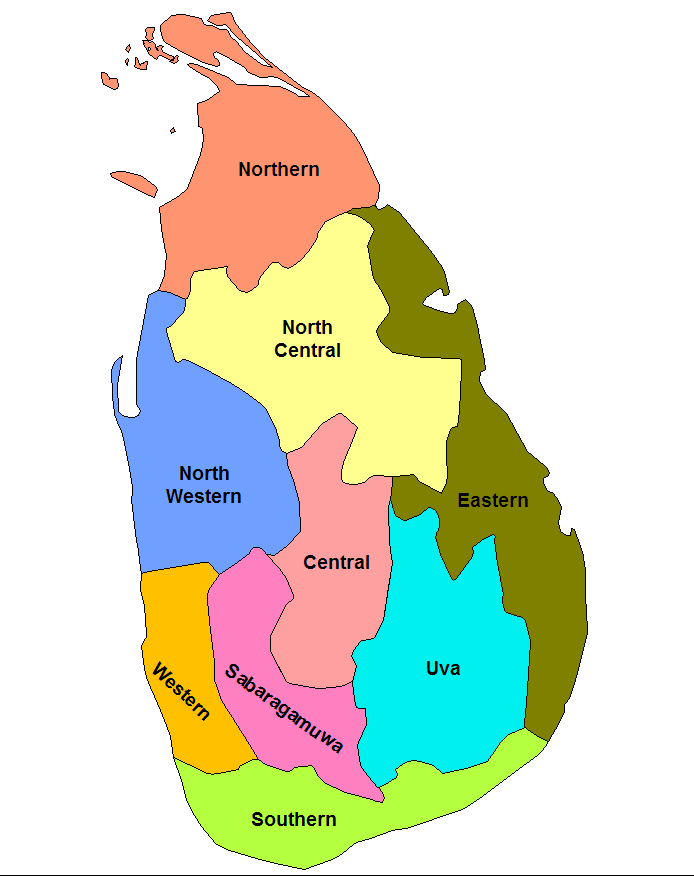
Srílanské provincie

Srí Lanka se administrativně člení na 9 provincií (palána). Všechny celky mají své vlajky.

Severní provincie Poměr stran: 1:2
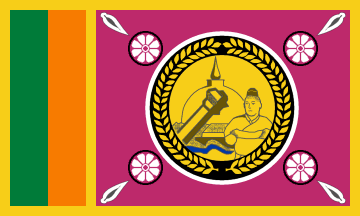
Severocentrální provincie Poměr stran: 2:3
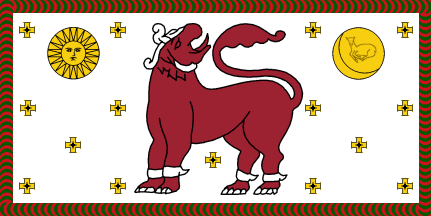
Severozápadní provincie Poměr stran: 1:2
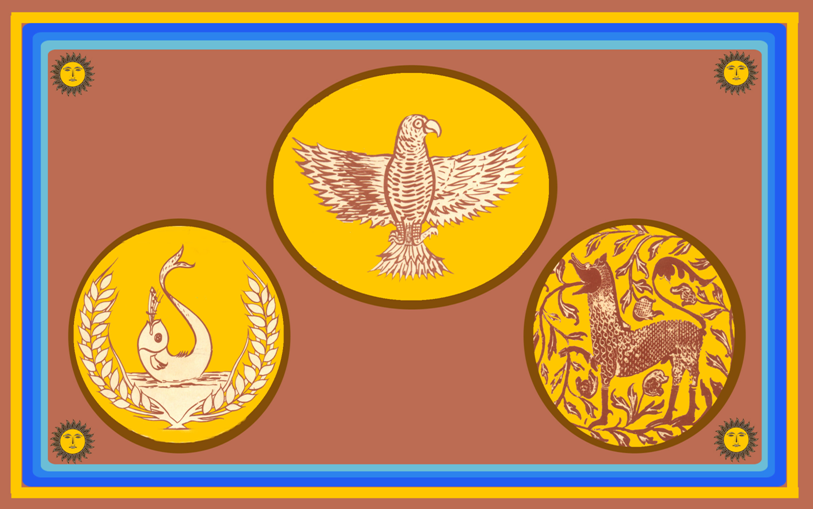
Východní provincie Poměr stran: 5:8 nebo 2:3
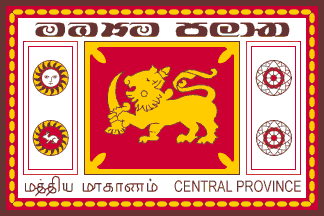
Centrální provincie Poměr stran: 2:3
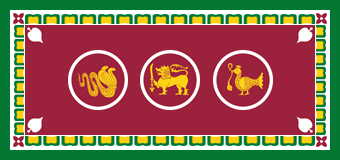
Západní provincie Poměr stran: 8:17
Provincie Uva Poměr stran: 7:10 nebo 4:5
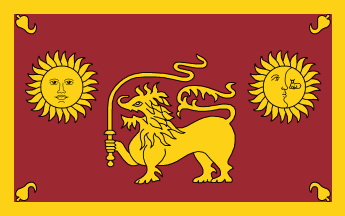
Provincie Sabaragamuwa Poměr stran: 2:3
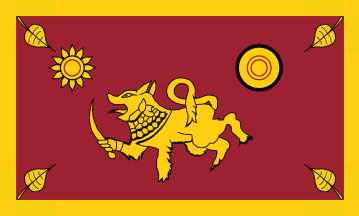
Jižní provincie Poměr stran: 2:3